# SAYONARAベイベー feat.SKY-HI
「SAYONARAベイベー feat.SKY-HI」（サヨナラベイベー・フィーチャリング・スカイハイ）は、加藤ミリヤの4作目のデジタルシングル。

## 概要
前作「PARADE」にから半月足らずのシングル。前作同様、配信規格でのリリース。
表題曲は、2008年に発表した13thシングル「SAYONARAベイベー」の再録曲として、11月25日リリースのベストアルバム『M BEST II』に収録される。本作は先行として配信でリリースされた。客演として、AAAのメンバーであるSKY-HIこと日高光啓が参加をし、サビでは加藤とSKY-HIが交互に掛け合い、男性目線のラップとして参加している。
今作についてSKY-HIは『オファー頂いた時は二つ返事でしたが、まさか代表曲、しかもかなり大幅に関わってくる形でのコラボレーションと言うことで、正直「大丈夫かな、ファンの皆も受け入れてくれるかな」と録り終えた今ですらいまだに不安になる夜も多いですが』『スタジオでのあの前向きなエネルギーがきっと背中を押してくれると信じています』と語っている。

## 収録曲
| 全作詞: Miliyah、SKY-HI。 |                                  |                   |         |            |      |
| #                         | タイトル                         | 作詞              | 作曲    | 編曲       | 時間 |
| 1.                        | 「SAYONARAベイベー feat.SKY-HI」 | Miliyah 、 SKY-HI | Miliyah | SUNNY BOYS | 5:03 |

## 収録アルバム
- M BEST II (#1)